# 任性High-Spec
《任性High-Spec》是由MADOSOFT於2016年4月28日發售的戀愛冒險類型成人遊戲。此作品為MADOSOFT的第3部作品，日文簡稱。2017年8月25日發售續篇《任性High-Spec OC》（ワガママハイスペックOC）。

## 概要
《任性High-Spec》於2015年6月19日在官方網站發表，6月20日於成人遊戲雑誌《TECH GIAN》、《PUSH!!》刊載相關消息。與前2作《傲慢宣言》、《醋意亂流》不同，原畫師改由宇都宮つみれ擔當。
2015年8月14日在遊戲還未發表發售日期時便以在「Comic Market88」發表改編電視動畫的消息。9月25日公開遊戲宣傳影片，並發表遊戲的發售日與動畫播放皆在2016年4月的消息。
2015年10月25日於品川 Stellar Ball舉辦的「EGG -Extra Games Garden-」中發表會由大島はるな演唱主題曲《Miracle Heart!!》。11月25日公開遊戲的片頭影片及公布4位女主角的擔當聲優。12月24日於Getchu.com公開遊戲的體驗版。2015年末的「Comic Market 89」中與MADOSOFT與NanaWind合作展出，並販售《任性High-Spec》的相關商品。

## 故事簡介
由大小姐學校改制為普通高中的「櫻翠學園」位於離市中心有點距離的新城市，男主角鳴海幸樹即是此學園的學生，他除了過著普通的校園生活外還從事秘密的漫畫家活動。某一天，幸樹偶然間知道學生會長鹿苑寺薰子是他所創作漫畫的畫師的事情。為了不讓事情曝光，薰子以學生會正在招募男社員為由邀請幸樹加入學生會，但遭到副會長櫻木·R·亞榭的反對。之後商量的結果，決定給幸樹一個月的試用時間。

## 登場角色
- 配音員：PC遊戲版／電視動畫

### 主要角色
鳴海幸樹
櫻翠學園二年三班的男學生，是漫畫家，以筆名「馬鈴薯沙拉（いもさらだ）」在漫畫雜誌《週刊少年Champ》連載漫畫《嬌羞Scramble（デレデレスクランブル）》。由於作品的內容屬於成人向的愛情喜劇，因此向周圍隱瞞自己的漫畫家身分。學校成績並不算理想，但國語科卻排名全校第一。沒有與雙親同住，而是與妹妹兩人住在一起，並負責做料理。
鹿苑寺薰子（配音員：桜乃ひよ／本多真梨子）
櫻翠學園的三年級生，擔任學生會長的黑髮少女。品行端正並且考試成績都是學年首位優等生。出身自擁有悠久歷史的名家，從小接受嚴格教育，在偶然接觸漫畫和動畫後慢慢愛上御宅族文化。以「鹿君（しかくん）」為筆名從事漫畫家活動，也有接輕小說插畫的工作。雖是幸樹漫畫的畫師，但在學園中知道彼此身分之前，兩人都是由編輯傳送郵件連絡，因此並未見過面。
櫻木·R·亞榭（配音員：櫻愛音／櫻川惠）
櫻翠學園的二年級生，學生會副會長，金髮雙馬尾少女。雙親是巡迴世界的音樂家，與薰子同樣出身自富裕家庭。有在鋼琴比賽獲勝的經驗，目前以成為作曲家為目標。個性認真好強，對於幸樹加入學生會採反對態度。綜合的成績為全學年首位，但唯一在國語系科目輸給幸樹，因而視幸樹為對手。食慾旺盛，喜歡平民料理。
鳴海兔亞（配音員：／後藤麻衣）
幸樹的妹妹，櫻翠學園的一年級生。知道哥哥從事漫畫家活動的事。不喜歡出門，經常在家上網與玩遊戲。擁有電腦程式設計師的專門知識，並靠著開發智慧型手機應用程式賺進高額收入，與幸樹同樣加入學生會並擔任會計。喜歡以薯類做成的料理。
宮瀨未尋（配音員：白咲葵依／櫻咲千依）
兔亞的朋友，櫻翠學園的一年級生。家裡經營名為「洋食 宮瀨」的餐廳，擅長料理。與兔亞同樣知道幸樹在從事漫畫家活動的事情。由於在入學試驗中取得最好的成績，因此被招攬進學生會。有著容易被動物喜歡的體質。

### 其他角色
四月一日奏戀（配音員：水羽良子）
櫻翠學園的二年級女學生，幸樹班級的班長。戲劇社的副社長，很希望身為學園校花的櫻木能加入戲劇社。
鷹司千歲
幸樹與薰子的編輯，常責備不遵守截稿期限的幸樹。
岩隈緣（配音員：川島梨乃）
櫻翠學園的畢業生，目前在學園擔任社會科教師。幸樹的班級導師也是學生會顧問。年紀約二十歲左右，很在意妹妹已經結婚自己卻沒有男朋友這件事。
佐藤虎太郎
櫻翠學園的一年級生，與兔亞、未尋同班。有著如同美少女的中性面貌。
豬狩雅人（配音員：木島宇太）
櫻翠學園的二年級生，幸樹的同學，戴著眼鏡的男學生。文武雙全，因此很受女學生歡迎，但本人對不到八十公斤的女性沒有興趣。
沙流川金次郎（配音員：小浦良司）
櫻翠學園的二年級生，幸樹的同學，雅人的兒時玩伴。被幸樹和雅人稱為「猴子」。喜歡美少女遊戲，但本人不受女孩子歡迎，同時有被女孩子罵變態會覺得高興的傾向。本身也是自身創立的毫無活動目標可言的「男子社」社長。

## 主題曲
片頭曲《Miracle Heart!!》
主唱、作詞：大島はるな，作曲、編曲：齋藤悠彌

## 電視動畫
TOKYO MX、SUN電視台於2016年4月11日開始播放電視動畫。由AXsiZ製作動畫、監督為清水聰、系列構成由中村浩二郎、人物設定由野村雅史擔當。

### 各話列表
| 話數   | 標題                       | 作畫監督   | 原畫                                  |
| ------ | -------------------------- | ---------- | ------------------------------------- |
| 第1話  | ギラギラサマーデイズ       | 松本純平   | 松本純平                              |
| 第2話  | ウキウキクッキング         | 一ノ瀬結梨 | 一ノ瀬結梨                            |
| 第3話  | ギリギリドローイング       | 松本純平   | 米田紘                                |
| 第4話  | ドタバタハンティング       | 嵩本樹     | 嵩本樹                                |
| 第5話  | ビクビクアフタースクール   | 木村都彦   | 木村都彦                              |
| 第6話  | ナゾナゾミステリアス       | 山本真嗣   | 山本真嗣                              |
| 第7話  | ムニャムニャスリーピング   | 松本純平   | 後藤祐司、三浦怜                      |
| 第8話  | ハラハラメカニック         | 小川純央   | 石井和彦、清水聡                      |
| 第9話  | ネコネコメランコリック     | 松本純平   | 草壁唯、南悠紗子 毛原ともみ、野口沙貴 |
| 第10話 | アレコレスラップスティック | 大野勉     | 石井和彦、清水聡                      |
| 第11話 | グルグルスイミング         | 大高雄太   | 大高雄太、AQUA ARIS                   |
| 第12話 | ドキドキサプライズ         | 北村友幸   | 北村友幸                              |

### 工作人員
- 原作：ワガママハイスペック（まどそふと）[18]
- 角色原案：宇都宮つみれ（まどそふと）
- 企劃：遠藤哲也、国分涼介
- 監督：清水聰
- 系列構成：中村浩二郎
- 動畫角色設計：野村雅史
- 總作畫監督：藤原未来夫
- 美術監督：柴田千佳子
- 色彩設計：重光由喜子
- 攝影監督：宋賢大（T2studio）
- 編輯：近藤勇二（REAL-T）
- 音響監督：榎本崇宏
- 音樂：まつむー
- 製作人：taichi、駒屋健一郎
- 動畫製作人：民野浩一
- 動畫製作：AXsiZ
- 製作：櫻翠学園生徒会

### 主題曲

作詞：SugarLover，作曲：若林充，編曲：齋藤悠彌，主唱：大島はるな

## 網路廣播
網路廣播節目《任性High-Spec RADIO》（ワガママハイスペックRADIO）在音泉從2016年4月6日到6月15日期間隔周星期三線上播放共6回，由後藤麻衣（鳴海兔亞）擔任主持人。

## 評價
《任性High-Spec》在Getchu.com舉辦的美少女遊戲大賞2016中獲得綜合部門第18名、角色部門鳴海兔亞第11名。於2016年度「萌系遊戲大賞」獲得月間賞、大賞、用戶支持賞，並於年間排名獲得第1名。《任性High-Spec OC》在Getchu.com舉辦的美少女遊戲大賞2017中獲得繪圖部門第5名、音樂部門第4名、影片部門第5名、角色部門四月一日奏戀第4名。於2017年度「萌系遊戲大賞」獲得Fan disc賞。

## 外部連結
- MADOSOFT （页面存档备份，存于）（日語）
- PC版官方網站 （页面存档备份，存于）（日語）
- PSV、NS版官方網站 （页面存档备份，存于）（日語）
- 電視動畫官方網站 （页面存档备份，存于）（日語）
- 網路廣播（页面存档备份，存于）（日語）
- Madosoft＠任性High-Spec的X（前Twitter）（日語）
- 電視動畫「任性High-Spec」的X（前Twitter）（日語）
- YouTube上的MADOSOFT官方頻道（日語）
- 《任性High-Spec》在視覺小說數據庫的頁面 （英文）
- 任性High-Spec（動畫）在動畫新聞網百科全書中的資料（英文）